# Schweiz i olympiska sommarspelen 1900
Schweiz deltog med 18 deltagare vid de olympiska sommarspelen 1900 i Paris. Totalt vann de nio medaljer och slutade på femte plats i medaljligan.

## Medaljer

### Guld
- Emil Kellenberger - Skytte, 300 m frigevär tre positioner
- Karl Röderer - Skytte, 50 m fripistol
- Konrad Stäheli - Skytte, 300 m frigevär knästående
- Friedrich Lüthi, Paul Probst, Louis Richardet, Karl Röderer och Konrad Stäheli - Skytte, 50 m fripistol lag
- Franz Böckli, Alfred Grütter, Emil Kellenberger, Louis Richardet och Konrad Stäheli - Skytte, 300 m frigevär lag
- Bernard de Pourtalès, Hélène de Pourtalès och Hermann de Pourtalès - Segling, 1 - 2 ton bana 1

### Silver
- Emil Kellenberger - Skytte, 300 m frigevär knästående
- Bernard de Pourtalès, Hélène de Pourtalès och Hermann de Pourtalès - Segling, 1 - 2 ton bana 2

### Brons
- Konrad Stäheli - Skytte, 50 m fripistol